# Os alvéolaire
| Détail d'une molaire humaine : - 1. Dent - 2. Émail dentaire - 3. Dentine - 4. Pulpe dentaire - 5. 6. 7. Cément - 8. Couronne - 9. 10. 11. collet - 12. Racines - 13. 14. 15. 16. Sulcus gingivae - 17. Parodonte 18.Gencive - 19. 20. 21. 22. Ligament alvéolo-dentaire - 23. Os alvéolaire - 24. 25. 26. 27. canal alvéolaire |

L'os alvéolaire est l'os qui entoure et maintient la dent sur l'arcade maxillaire (voir : Parodonte). Toute la vie, il suit un remodelage osseux selon les forces ou contraintes qu'il subit. Au cours de l'existence, ses dimensions peuvent donc évoluer vers une augmentation (éruption dentaire, égression dentaire, torus maxillaire) ou une diminution (déchaussement des dents).
"L'os alvéolaire naît et meurt avec la dent". Il se forme et se développe autour des germes dentaires (fœtus, enfant). Quand la dent n'est plus là, il va progressivement se résorber et former la "crête alvéolaire". C'est dans celle-ci que l'on place les implants dentaires pour remplacer une dent naturelle disparue. S'il y a une agénésie dentaire, l'os alvéolaire ne se formera pas.
Il est en continuité avec l'os basal du maxillaire et celui de la mandibule.
La dent est reliée à l'os alvéolaire par le ligament alvéolo-dentaire ou desmodonte. Il s'agit donc d'une articulation, de type gomphose, avec des micromouvements possibles (même si ceux-ci sont difficilement observables à l'œil nu). La dent n'est pas soudée à l'os, sauf en cas d'ankylose où le cément et l'os fusionnent.